# G.N.O. (Girls Night Out)
G.N.O. (Girls Night Out) é o primeiro single da cantora e atriz americana Miley Cyrus do álbum Meet Miley Cyrus. A canção foi lançada para promover o album nos Estados Unidos, ela foi composta pela propria Miley e produzida por Brian Green que produziu a balada I Miss You tambem de Miley.

## Antecedentes
A canção foi lançada como primeiro single digital do album só Estados Unidos e no Canada para divulgação do album. Um video musical de G.N.O. (Girls ight Out) foi lançado com a performance da canção na turne Best of Both Worlds Tour. O primeiro single oficial do album é a canção See You Again. Miley cantou a canção no Kids Choice Awards de 2007 e na sua segunda turne mundia a Wonder World Tour.